# August Schleicher
August Schleicher (Meiningen, 19 febbraio 1821 – Jena, 6 dicembre 1868) è stato un linguista tedesco. La sua opera principale, Compendium der vergleichenden Grammatik der indo-germanischen Sprachen (Compendio della grammatica comparativa delle lingue indoeuropee, 1861-1862) ha rappresentato una delle pietre miliari della linguistica indoeuropea.
Fu il primo a proporre il modello ad albero genealogico che individuava ed esemplificava le parentele fra lingue e gruppi linguistici e la loro appartenenza ad una determinata famiglia.

## Biografia

### La docenza a Praga
August Schleicher nacque a Meiningen, nel ducato di Sassonia-Meiningen (in Turingia, a sud-ovest di Weimar).
Dal 1850 al 1857 Schleicher fu docente di Filologia classica e di studi comparati di greco e latino presso l'Università Carolina di Praga, ove intraprese lo studio delle lingue slave. Nel 1852 trascorse un periodo di studio in Prussia per compiere ricerche sulla lingua lituana, nel tentativo di studiare una lingua indoeuropea direttamente dal parlato della gente anziché su testi scritti. I risultati delle sue osservazioni confluirono in Handbuch der litauischen Sprache ("Manuale della lingua lituana", 1856–1857), la prima descrizione completa della lingua baltica corredata di grammatica e glossario.

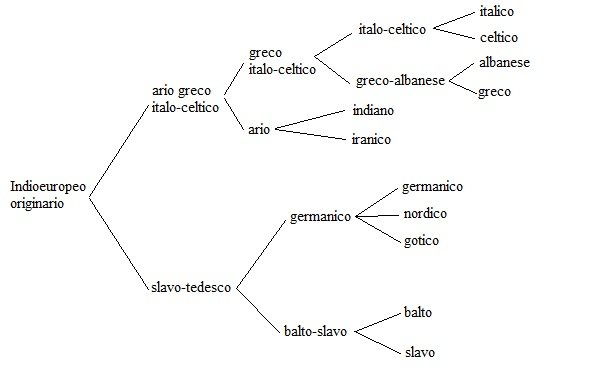
Albero genealogico sul modello di Schleicher delle lingue indoeuropee

Schleicher, influenzato da Hegel e dalla corrente di pensiero evoluzionistica che da lì a poco sarebbe stata sistematizzata, in ambito biologico, nell'opera fondamentale di Charles Darwin, L'origine delle specie (1859), formulò una teoria che concepiva il linguaggio come un organismo vivente, con periodi di nascita, crescita, maturità e declino; nel descrivere le lingue utilizzò quindi termini tratti dal linguaggio della biologia quali genere, specie e varietà.
Nel 1850 Schleicher completò Die Sprachen Europas in systematischer Übersicht ("Le lingue d'Europa in una prospettiva sistematica"), un'opera nella quale si propose di descrivere tutte le lingue del continente europeo rappresentandole esplicitamente proprio come se fossero organismi viventi. Nel 1853 iniziò a pubblicare una serie di articoli nei quali introdusse la sua teoria sull'origine e sull'evoluzione della lingue indoeuropee, nota come Teoria dell'albero genealogico (Stammbaumtheorie).

### La docenza a Jena
Nel 1857 fu chiamato all'Università di Jena, dove insegnò fino alla morte raffinando la sua teoria. 
Nel 1860 pubblicò Deutsche Sprache ("Lingua tedesca") e nel 1861-1862 sistematizzò la sua teoria in Compendium der vergleichenden Grammatik der indogermanischen Sprachen ("Compendio di grammatica comparata delle lingue indoeuropee"), la sua opera capitale.
Per mostrare come poteva apparire la lingua indoeuropea, nel 1868 scrisse una favola, La pecora e i cavalli (nota anche come Favola di Schleicher), nella lingua che riteneva essere l'indoeuropeo. A differenza dello stesso Franz Bopp, Schleicher apparteneva infatti a quella corrente dell'indoeuropeistica che riteneva possibile la ricostruzione concreta della lingua indoeuropea, e che sarebbe stata sistematizzata dai Neogrammatici tedeschi.
Morì di tubercolosi all'età di quarantasette anni a Jena nel 1868.

## La fortuna
La Teoria dell'albero genealogico rappresentò il principale contributo di Schleicher alla linguistica comparata ed ebbe una profonda influenza sull'indoeuropeistica tra fine XIX ed inizio XX secolo, nonostante le numerose difficoltà che presentava e che vennero via via evidenziate.
Lo schema ad albero genealogico apparve infatti presto eccessivamente rigido, e pertanto inadeguato a spiegare la molteplicità dei nessi dialettali esistenti tra le varie lingue indoeuropee; inoltre, postulava che ogni relazione esistente tra due esse fosse originata da una fase comune condivisa da entrambe, costringendo pertanto a introdurre numerose "lingue comuni" intermedie tra l'indoeuropeo ricostruito e le lingue storicamente note ("slavo-germanico", "balto-slavo", "ario-pelasgico", "pelasgico" e "ario" nella prima formulazione della teoria, del 1853; "ario-greco-italo-celtico", "ario", "greco-italo-celtico", "italo-celtico", "slavo-germanico" e "slavo-lituano" in quella definitiva, del 1861): una necessità da molti ritenuta un eccesso di speculazione, senza concretezza né storica né linguistica. Un tentativo di superare alcune di tali difficoltà fu proposto da Johannes Schmidt, allievo dello stesso Schleicher, con il modello alternativo noto come Teoria delle onde; nel corso del XX secolo, tuttavia, tale genere di schematismi fu progressivamente abbandonato a favore di modelli più flessibili (tanto in quello di Schleicher quanto in quello di Schmidt, infatti, ogni nuova lingua indoeuropea scoperta - per esempio l'ittita, decifrato nel 1917 - imponeva la necessità di ridisegnare l'intero schema) e storicamente più plausibili (quelli di Schleicher, di Schmidt e dei loro epigoni erano sostanzialmente astorici), fino al definitivo imporsi del modello del "frazionamento scaglionato".
Anche La pecora e i cavalli conobbe una certa fortuna. Man mano che progrediva lo sviluppo della disciplina, diversi altri indoeuropeisti proposero loro versioni della favola; tuttavia, presto questi esperimenti si ridussero a meri giochi intellettuali, poiché divenne chiaro che la ricostruzione dell'indoeuropeo come insieme unitario, completo in ogni sua parte fonetica, lessicale e grammaticale e quindi "lingua viva", non è alla portata dell'indoeuropeistica: l'indoeuropeo è ricostruibile soltanto nel senso che è possibile illuminare diacronicamente singoli processi evolutivi, senza per questo fornire un corpus sincronico quale quello necessario per "scrivere" in indoeuropeo.

## Opere
- (LA)  Meletematon Varronianorum specimen, Bonn, 1846
- (DE)  Sprachvergleichende Untersuchungen/Linguistische Untersuchungen, Bonn, H.B. Koenig. Vol. I: Zur vergleichenden Sprachengeschichte, 1848; vol. II: Die Sprachen Europas in systematischer Übersicht, 1850. Ora in:  August Schleicher, Die Sprachen Europas in systematischer Übersicht. Linguistische Untersuchungen, in Konrad Körner (a cura di), Linguistics and Evolution Theory. Three Essays by August Schleicher, Ernst Haeckel and Wilhelm Bleek, Amsterdam, John Benjamins, 1983, ISBN 90-272-0875-1.
- (DE)  Die Formenlehre der kirchenslawischen Sprache. Erklärend und vergleichend dargestellt, Bonn, 1852. Ora in:  August Schleicher, Die Formenlehre der kirchenslawischen Sprache. Erklärend und vergleichend dargestellt, Hildesheim, Gerstenberg, 1976, ISBN 3-8067-0547-X.
- (DE)  Die ersten Spaltungen des indogermanischen Urvolkes, in "Allgemeine Zeitung für Wissenschaft und Literatur", agosto 1853
- (DE)  Handbuch der litauischen Sprache, Praga, J. G. Calve. Vol. I: Litauische Grammatik, 1856; vol. II: Litauisches Lesebuch und Glossar, 1857
- (DE)  Litauische Märchen, Sprichworte, Rätsel und Lieder, Weimar, H. Böhlau, 1857
- (DE)  Volkstümliches aus Sonneberg im Meininger Oberlande. Lautlehre der Sonneberger Mundart, Weimar, H. Böhlau, 1858
- (DE)  Kurzer Abriss der Geschichte der italienischen Sprachen, in "Rheinisches Museum fuer Philologie" 14, pp. 329–346, 1859
- (DE)  Die deutsche Sprache, Stoccarda, J. G. Cotta, 1869; nuova edizione edita da Johannes Schmidt, Stuttgart, J. G. Cotta (1888)
- (DE)  Compendium der vergleichenden Grammatik der indogermanischen Sprachen, Weimar, H. Böhlau. Vol. I:  Kurzer Abriss einer Lautlehre der indogermanischen Ursprache, des Altindischen (Sanskrit), Alteranischen (Altbaktrischen), Altgriechischen, Altitalischen (Lateinischen, Umbrischen, Oskischen), Altkeltischen (Altirischen), Altslawischen (Altbulgarischen), Litauischen und Altdeutschen (Gotischen), 1861; vol. II: Kurzer Abriss einer Formenlehre der indogermanischen Ursprache, des Altindischen (Sanskrit), Alteranischen (Altbaktrischen), Altgriechischen, Altitalischen (Lateinischen, Umbrischen, Oskischen), Altkeltischen (Altirischen), Altslawischen (Altbulgarischen), Litauischen und Altdeutschen (Gotischen), 1862. Ora in:  August Schleicher, Compendium der vergleichenden Grammatik der indogermanischen Sprachen, Hildesheim-New York, G. Olms, 1974, ISBN 3-487-05382-9. Trad. it.:  August Schleicher, Compendio di grammatica comparativa dello antico indiano, greco ed italico, a cura di Domenico Pezzi, Torino, Loescher, 1869.
- (DE)  Die Darwinsche Theorie und die Sprachwissenschaft. Offenes Sendschreiben an Herrn dr. Ernst Hackel, a. o. Professor der Zoologie und Director des zoologischen Museums an der Universitat Jena, Weimar, H. Böhlau, 1856. Ora in:  August Schleicher, Die Darwinsche Theorie und die Sprachwissenschaft, in History of linguistics, Londra, Routledge/Thoemmes, 1995,  Vol. VI, ISBN 0-415-10800-4.
- (DE)  Die Bedeutung der Sprache für die Naturgeschichte des Menschen, Weimar, H. Böhlau, 1865
- (DE)  Christian Donalitius Litauische Dichtungen, Accademia russa delle Scienze, San Pietroburgo, 1865
- (DE)  Laut- und Formenlehre der polabischen Sprache. Ora in:  August Schleicher, Laut- und Formenlehre der polabischen Sprache, Vaduz, Hans R. Wohlwend, ISBN 3-253-01908-X.
- (DE)  Sprachvergleichende Untersuchungen. Ora in:  August Schleicher, Sprachvergleichende Untersuchungen, Francoforte sul Meno, Minerva, ISBN 3-8102-1072-2.
- (DE)  Die Formenlehre der kirchenslawischen Sprache erklärend und vergleichend dargestellt. Ora in:  August Schleicher, Die Formenlehre der kirchenslawischen Sprache erklärend und vergleichend dargestellt, Amburgo, H. Buske, 1998, ISBN 3-87118-540-X.